# Fraps
Fraps (derivado de Frames per second em inglês) é uma utilidade de Benchmark, captura de tela e gravação de tela para Windows desenvolvido por Beepa. Pode capturar de software que usa DirectX e OpenGL, como jogos de computadores.

## Operação
Fraps é um software proprietário e comercial, mas é gratuito para uso em exibição de taxa de quadros e benchmarking, e gratuito para uso com limitações para captura de vídeo (limite de tempo de 30 segundos, marca d'água) e captura de tela (somente formato BMP).
O recurso de benchmark frametimes (registro de tempos de renderização de quadros individuais) ganhou atenção em 2013 em sites de análise de computadores em debates sobre micro travamentos em jogos.
No Windows Vista e no Windows 7, a área de trabalho pode ser capturada se o Windows Aero estiver habilitado. A captura de jogos no Windows 8 funciona, mas não a captura da área de trabalho a partir da versão 3.5.99.
O Fraps grava vídeos em alta resolução se o computador for potente o suficiente. A resolução máxima suportada é 7680×4800.
O Fraps utiliza um codec proprietário. Portanto, a reprodução da saída de vídeo do Fraps requer a instalação do Fraps ou do ffdshow. A compressão de dados é relativamente baixa e os tamanhos de arquivo resultantes são relativamente grandes: uma gravação de tela de dois minutos de uma tela em full HD (1920×1080) pode ocupar 3,95 GiB no disco. Há uma opção para codificar o valor RGB de cada pixel, mas o padrão é usar um esquema YUV para melhor compressão. O espaço de cores usado é Rec. 709, gama completa.

## História
Desde a versão 3.5.0, o Fraps tem a capacidade de armazenar toda a sessão em um único arquivo de vídeo. Antes desta atualização, todas as filmagens do Fraps eram divididas em 4 GB e os arquivos divididos precisavam ser unidos na etapa de transcodificação. No entanto, por motivos de compatibilidade reversa e para limitar os danos em caso de travamento, ainda existe uma opção que permite aos usuários usar o antigo método de gravação de divisão de vídeos. Desde da versão 3.0, o Fraps suporta DirectX 11 e Windows 7. Desde a versão 3.5.0, os requisitos do sistema haviam alterados. O Fraps requer uma CPU com extensões SSE2 (Pentium 4 e posteriores) e Windows XP e posteriores. O Fraps não está sendo atualizado desde 26 de fevereiro de 2013, e a marca registrada Fraps expirou em 19 de maio de 2017.

## Links externos
- Sítio oficial